# Mkportal
Az MKPortál egy ingyenes portálrendszer, melyet azzal a céllal terveztek, hogy a legnépszerűbb fórummotorok (Simple Machines, Invision Power Board, phpBB, vBulletin, AEF, és a MyBB) kiegészítéseként működjön. A számos modulnak köszönhetően az MKPortál rendelkezik mindazon funkciókkal, amelyekkel más önálló portálrendszerek is. Az MKPortál egy könnyenkezelhető, felhasználóbarát adminisztrációs felülettel rendelkezik, a telepítése pedig mindössze néhány kattintással elvégezhető. Mivel a felhasználó által használt fórum funkcióit használja így a telepítés során nincs szükség a fórum fájljainak módosítására. (Forrás: mkportal.co.hu)
Az MKPortál PHP-ben íródott és MySQL adatbázist használ az adatok tárolására, így sikeres működtetése érdekében olyan tárhelyre van szükség amely PHP futtatási lehetőséggel és MySQL adatbázissal rendelkezik.

## Támogatott fórumok
Az MKPortál jelenleg az alábbi fórummotorokkal integrálható:
- AEF 1.0.5
- Invision Power Board 2.x és 1.3
- vBulletin 3.x
- phpBB 2 és phpBB3
- MyBB 1.2

## Beépített modulok, blokkok
Az MKPortál, amellett, hogy sok felhasználó által készített kiegészítővel rendelkezik, számos belső modult és blokkot is tartalmaz.
Modulok:
- Hírek modul (Főoldalon hírek listázásához)
- Fórum hírek (Bizonyos fórumok hozzászólásait listázhatjuk ki a főoldalon)
- RSS hírek
- Blog
- Chat
- Üzenőfal
- Képgaléria (Fotókat kategóriákba rendezheted)
- Letöltések modul (letöltéseidet kategóriákba rendezheted)
- Partnerek (Banner rendszer)
- Szavazás (A fórumban hozzáadott szavazást a főoldalon egy blokkban jeleníti meg)
- Ismertetők
- Idézet modul (Véletlenszerű idézeteket jelenít meg egy blokkban)

Blokkok:
- Véletlenszerű képmegjelenítés
- Személyes menü blokk
- Utolsó fórum hozzászólások
- Legfrissebb letöltések
- Óra
- Keresés
- Sablon választó
- Portál statisztika
- Naptár stb.

Ezenkívül lehetőség van saját oldalalak, és blokkok létrehozására.